# Патрульная полиция Украины
Департамент патрульной полиции (укр. Департамент патрульної поліції) — межрегиональный территориальный орган Национальной полиции Украины, состоящий из структурных подразделений аппарата Департамента патрульной полиции и его территориальных (обособленных) подразделений.
Департамент патрульной полиции и его подразделения служат обществу путем обеспечения общественной безопасности и порядка, охраны прав и свобод человека, а также интересов общества и государства, противодействия преступности, оказание в пределах, определённых законом, услуг по помощи лицам, которые из личных, экономических, социальных причин или вследствие чрезвычайных ситуаций нуждаются в такой помощи. Деятельность Департамента патрульной полиции осуществляется в тесном сотрудничестве и взаимодействии с населением, территориальными общинами и общественными объединениями на принципах партнерства и направлена на удовлетворение их потребностей.

## История
После событий Евромайдана в феврале 2014 года, на волне доверия к новой власти и стремления населения к реальным изменениям, начался сложный и длительный процесс реформ. Он соединил в себе твердую политическую волю, ряд изменений в законодательстве, восстановление кадрового фонда, содействие и поддержку международных организаций.
23 сентября 2014 года было объявлено, что в ходе реформы МВД милиция будет преобразована в «Национальную полицию», а ГУБОП, транспортная и ветеринарная милиция «будут исключены из структур МВД». В октябре 2014 министр внутренних дел Арсен Аваков подтвердил, что в ходе реформы будут ликвидированы Управление по борьбе с организованной преступностью, транспортная и ветеринарная милиция «и ещё целый ряд подразделений».
С целью использования успешного зарубежного опыта 17 декабря 2014 года Кабинет Министров Украины назначил первым заместителем министра внутренних дел Экe Згуладзе, которая с 2005 года по 2012 год занималась реформированием грузинских органов внутренних дел.
В январе 2015 года состоялся брифинг, во время которого заместитель главы МВД Эка Згуладзе рассказала у о первом преобразованном подразделении Национальной полиции Украины. Она сообщила, что ГАИ будет полностью реорганизована, а все её сотрудники — уволены. Вместо нее предполагалось создать новую службу, которая будет осуществлять круглосуточное патрулирование улиц, реагировать на вызовы спецлинии 102, а также будет обеспечивать безопасность дорожного движения. В тот же день было объявлено о первом наборе желающих служить в новом подразделении, в том числе среди сотрудников ГАИ. Таким образом, патрульная полиция стала пионером реформированных правоохранительных органов и лицом Национальной полиции.
Набор и подготовка личного состава длилась в течение следующих шести месяцев. Кандидаты прошли прозрачный отбор: компьютерное тестирование, проверку уровня физической подготовки, военно-врачебную комиссию, комиссионное собеседование. Учебная программа включала в себя, как получение теоретических знаний, так и овладение необходимыми для несения службы практическими навыками. Поэтому, к процессу обучения будущих патрульных было привлечено профессиональных преподавателей и тренеров. В подготовке новых патрульных также активно помогали партнеры из Грузии, США и Канады.
2 июля 2015 Верховная Рада проголосовала во втором чтение и в целом приняла законопроект № 2822 «Проект Закона о Национальной полиции». Он определяет правовые основы организации и деятельности Национальной полиции Украины, статус полицейских, а также порядок прохождения службы в Национальной полиции.
3 июля 2015 года министр внутренних дел Украины Арсен Аваков подписал приказ о назначении майора Александра Фацевича начальником новой патрульной полиции Киева, после чего, 4 июля на службу заступил первый батальон патрульной полиции в количестве 500 человек. Новая патрульная служба заменила ГАИ и патрульно-постовую службу. Это часть глобальной реформы милиции, которую курирует бывший министр внутренних дел Грузии, а ныне первый заместитель министра МВД Украины Эка Згуладзе.

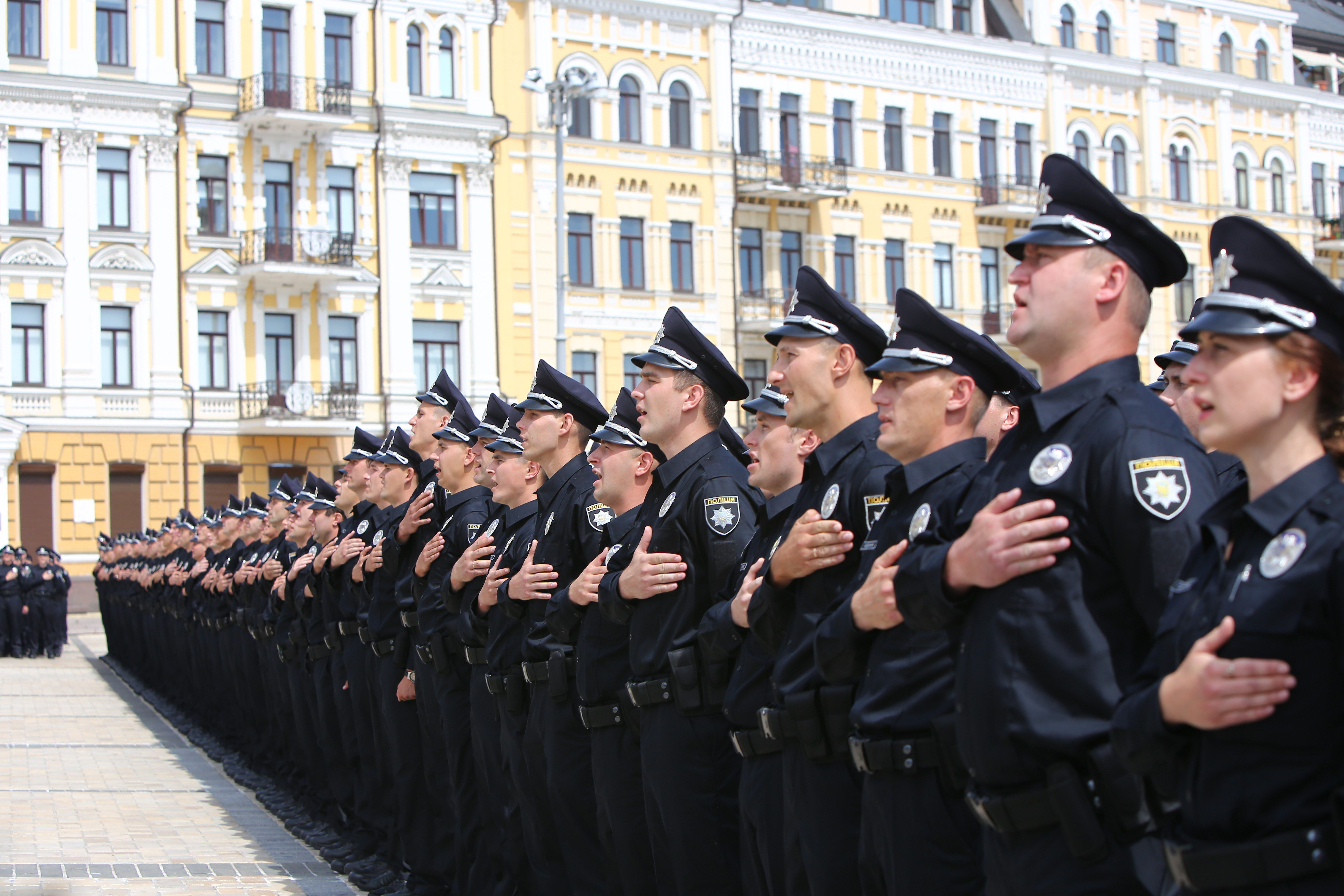
Патрульная полиция Киева принимает присягу, 4 июля 2015 года.

В субботу 4 июля 2015 на Софийской площади в Киеве 2000 патрульных торжественно приняли присягу на верность украинскому народу. В тот же вечер первые экипажи нового подразделения заступили на первое дежурство.
4 августа президент Украины Петр Порошенко подписал закон «о Национальной полиции».
23 августа в Львове, на площади Рынок перед городской ратушей, более 400 полицейских приняли присягу на верность украинскому народу. В торжественной церемонии приняли участие премьер-министр Украины Арсений Яценюк, министр внутренних дел Украины Арсен Аваков, первый заместитель министра внутренних дел Украины Екатерина Згуладзе, руководство ГУМВД Украины во Львовской области, руководители органов местной власти. Министр внутренних дел Аваков заявил, что только 9,8 % тех, кто служил в старой милиции, будут работать в патрульной полиции города.
25 августа 2015 года, в центре Одессы, на Приморском бульваре, возле памятника Дюку де Ришельё 392 новых сотрудников патрульной полиции приняли присягу. Участие принимали Президент Украины Пётр Порошенко, городской голова Одессы, губернатор Одесской области Михаил Саакашвили, министр внутренних дел Украины Арсен Аваков, первый заместитель министра внутренних дел Украины Екатерина Згуладзе.
С 6 октября 2015 года в аэропорту «Борисполь» начала функционировать новая полиция в размере 80 полицейских, в 4 смены — по 20 правоохранителей на каждую, будут охранять правопорядок в аэропорту, а также на привокзальной площади и на трассе Киев — Борисполь.
9 октября 2015 года на службу заступила Дорожная полиция. Первым местом службы полиции стала трасса М-06 (Е-40) «Киев-Чоп» между Киевом и Житомиром, на которой расположились 6 экипажей дорожной полиции в размере 12 полицейских. Основной задачей для дорожной полиции стала профилактика ДТП и помощь автомобилистам.
В этот же день 800 патрульных Киева получили свои первые офицерские звания. Торжественная церемония состоялась в Главном управлении патрульной полиции Киева. Погоны 22 командирам полицейских рот вручил министр внутренних дел Украины Арсен Аваков.
4 ноября 2015 года на внеочередном заседании Кабинета Министров по представлению министра внутренних дел Арсена Авакова был назначен начальник Национальной полиции Украины. Должность заняла Хатия Деканоидзе.
7 ноября 2015 года, на Украине вступил в силу закон «О Национальной полиции» и Положение о Национальной полиции, утверждённое постановлением Кабинета министров Украины от 28 октября 2015 года. С этой даты милиция в Украине официально прекратила свое существование.
На сегодня подразделения патрульной полиции осуществляют свою деятельность по разными направлениями и выполняет широкий круг задач во всех областях Украины.

## Задачи и функции
- обеспечение общественного порядка и безопасности, охраны прав и свобод человека, а также интересов общества и государства;
- предотвращение, выявление и пресечение уголовных и административных правонарушений;
- обеспечение безопасности дорожного движения, организация контроля за соблюдением законов, других нормативных актов по вопросам безопасности дорожного движения, а также совершенствование регулирования дорожного движения с целью обеспечения его безопасности;
- предоставление помощи лицам, которые из личных, экономических, социальных причин или вследствие чрезвычайных ситуаций нуждаются в такой помощи.

## Структура

### Управления в областях
| Территория                | Территория                                                      | Начальник | Дата создания           |
| Область                   | Полицейское управление                                          | Начальник | Дата создания           |
| ------------------------- | --------------------------------------------------------------- | --------- | ----------------------- |
| Киев                      | Патрульная полиция Киева                                        |           | 4 июля 2015             |
| Львовская область         | Патрульная полиция Львовской области                            |           | 23 августа 2015         |
| Одесская область          | Патрульная полиция Одесской области                             |           | 25 августа 2015         |
| Харьковская область       | Патрульная полиция Харьковской области                          |           | 26 сентября 2015        |
| Николаевская область      | Патрульная полиция Николаевской области                         |           | 6 декабря 2015          |
| Волынская область         | Патрульная полиция Волынской области                            |           | 19 декабря 2015         |
| Хмельницкая область       | Патрульная полиция Хмельницкой области                          |           | 26 декабря 2015         |
| Днепропетровская область  | Патрульная полиция Днепропетровской области                     |           | 17 января 2016          |
| Ивано-Франковская область | Патрульная полиция Ивано-Франковской области                    |           | 31 января 2016          |
| Херсонская область        | Патрульная полиция Херсонской области                           |           | 8 февраля 2016          |
| Черниговская область      | Патрульная полиция Черниговской области                         |           | 19 февраля 2016         |
| Винницкая область         | Патрульная полиция Винницкой области                            |           | 22 февраля 2016         |
| Черкасская область        | Патрульная полиция Черкасской области                           |           | 1 марта 2016            |
| Полтавская область        | Патрульная полиция Полтавской области                           |           | 5 марта 2016            |
| Кременчуг                 | Полк патрульной полиции в г. Кременчуг УПП в Полтавской области |           | 27 февраля 2016         |
| Тернопольская область     | Патрульная полиция Тернопольской области                        |           | 12 марта 2016           |
| Житомирская область       | Патрульная полиция Житомирской области                          |           | 22 марта 2016           |
| Черновецкая область       | Патрульная полиция Черновецкой области                          |           | 27 марта 2016           |
| Запорожская область       | Патрульная полиция Запорожской области                          |           | 16 апреля 2016          |
| Кировоградская область    | Патрульная полиция Кировоградской области                       |           | 12 мая 2016             |
| Сумская область           | Патрульная полиция Сумской области                              |           | серпень 2017            |
| Киевская область          | Патрульная полиция Киевской области                             |           | 3 февраля 2016          |
| Донецкая область          | Патрульная полиция Донецкой области                             |           | 14 мая 2016 30 мая 2016 |